# Hradec Králové (regio)
Hradec Králové (Tsjechisch: Královéhradecký kraj) is een Tsjechische bestuurlijke regio.
De hoofdstad is Hradec Králové, ook wel Königgrätz genoemd.
Enkele plaatsen in Hradec Králové zijn
- Špindlerův Mlýn
- Pec pod Sněžkou
- Náchod
- Vrchlabí
- Jičín
- Teplice nad Metují

## Bezienswaardigheden
- Reuzengebergte (Krkonoše)
- Adelaarsgebergte (Orlické Hory)
- Boheems Paradijs (Český ráj)
- rotsen van Adršpach (Adršpašské Skály)

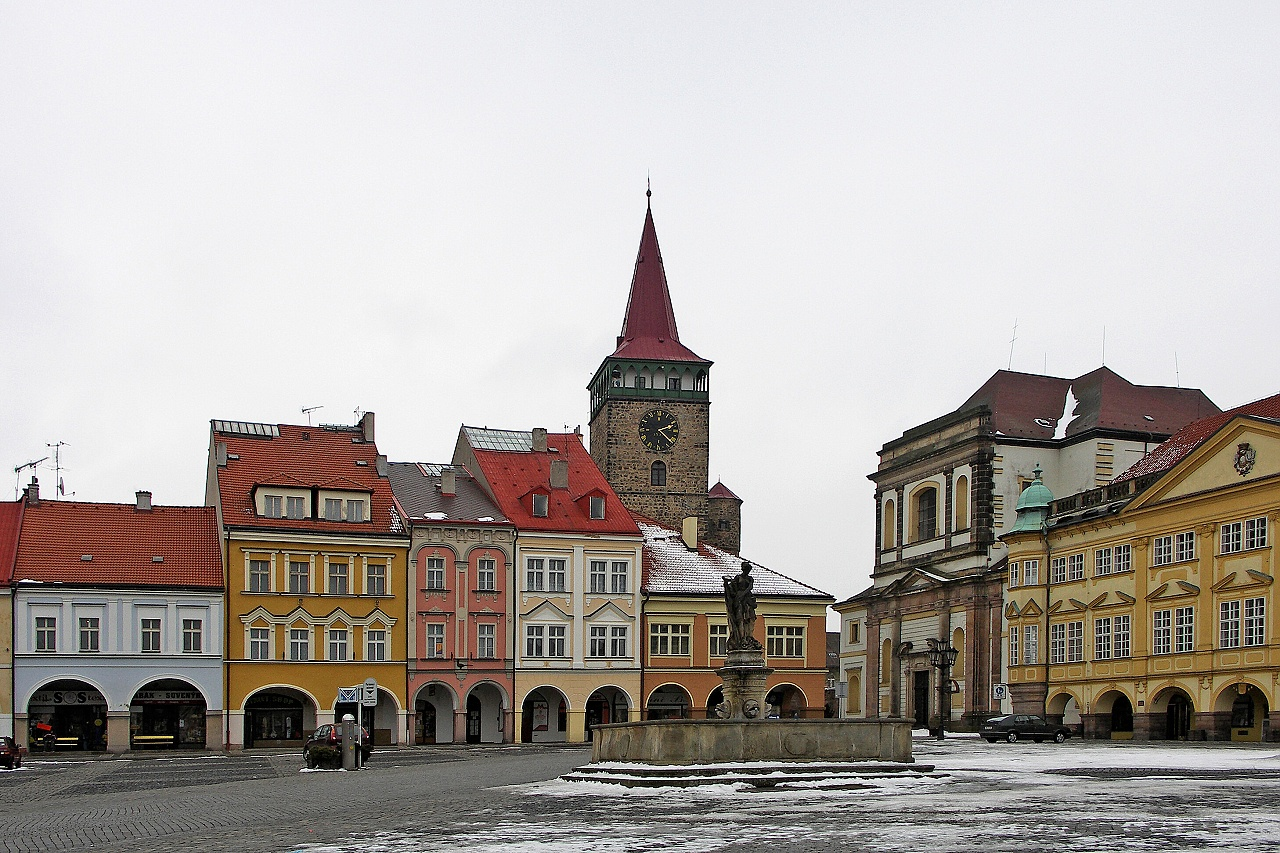
Het Wallensteinplein in Jičín

- Teplicer rotsen (Teplické Skály)
- Ostaš

Hradec Králové · Karlsbad · Liberec · Midden-Bohemen · Moravië-Silezië · Olomouc · Pardubice · Pilsen · Praag · Ústí nad Labem · Vysočina · Zlín · Zuid-Bohemen · Zuid-Moravië

Districten (Stadsdistricten van Praag) · Gemeenten 
Hradec Králové · Jičín · Náchod · Rychnov nad Kněžnou · Trutnov